# Idol of the Crowds
Idol of the Crowds (br: Ídolo da Torcida) é um filme norte-americano de 1937, do gênero drama, dirigido por Arthur Lubin e estrelado por John Wayne e Sheila Bromley.

## Sinopse
O jogador Johnny Hanson é um dos responsáveis por tornar vencedora uma equipe de hóquei no gelo. Pouco antes do início do campeonato, ele recebe uma proposta para entregar os jogos. Ao recusar, sofre um atentado que resulta no ferimento grave de Bobby, o mascote de 12 anos do time. 

## Elenco
| Ator/Atriz     | Personagem    |
| -------------- | ------------- |
| John Wayne     | Johnny Hanson |
| Sheila Bromley | Helen Dale    |
| Charles Brokaw | Jack Irwin    |
| Bill Burrud    | Bobby         |
| Jane Johns     | Peggy         |
| Huntley Gordon | Harvey Castle |
| Frank Otto     | Joe Garber    |
| Russell Hopton | Kelly         |